# Wehr Raffelberg

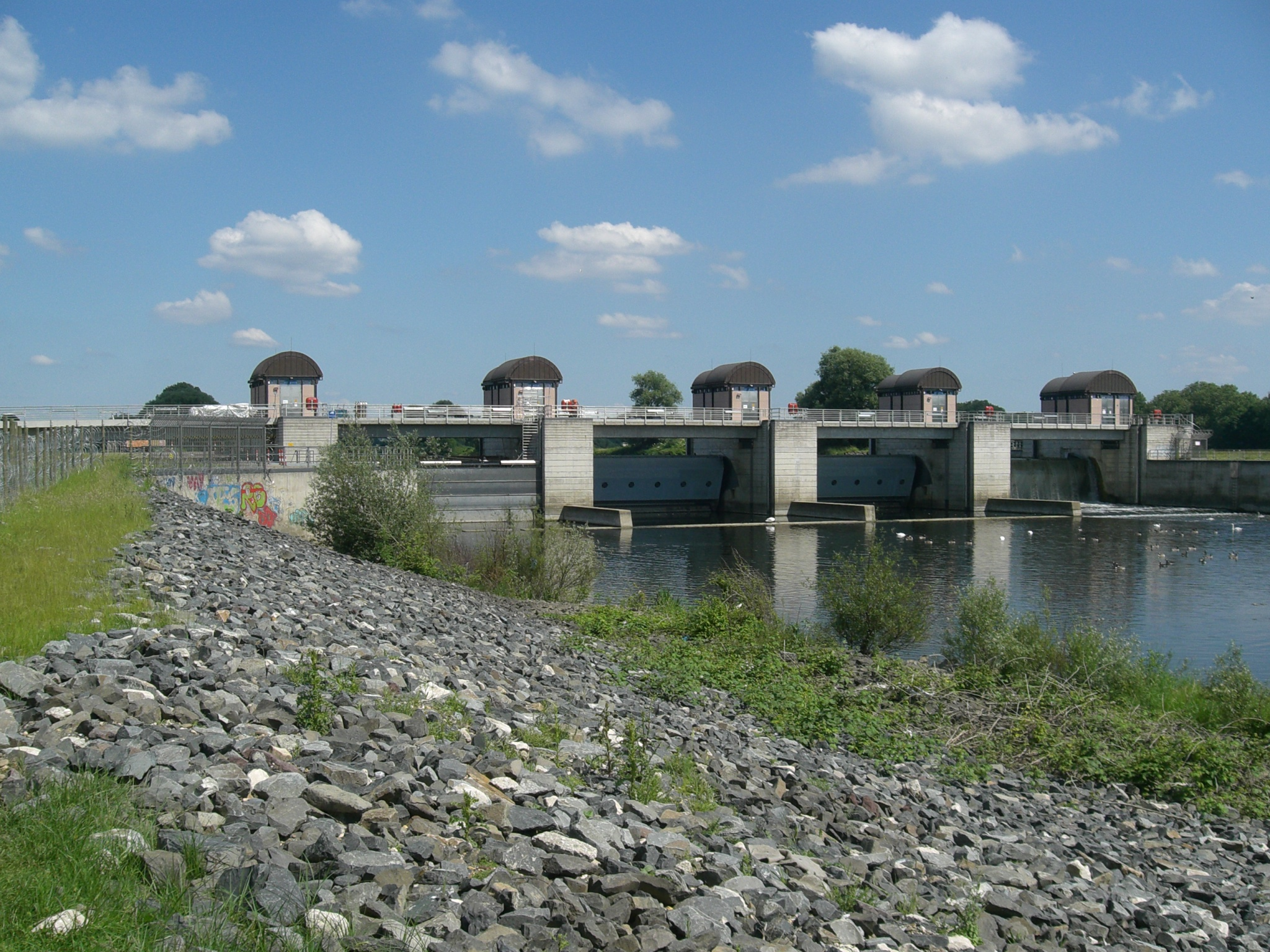

Das Wehr Raffelberg ist eine Stauanlage der Ruhr bei Mülheim an der Ruhr im Stadtteil Speldorf. Sie ist etwa 7,8 km von der Mündung in den Rhein entfernt. Die Ruhr wird um 6,85 m Höhe aufgestaut. Vor dem Wehr befinden sich der Rhein-Ruhr-Hafen und das östliche Ende des Ruhrschiffahrtskanals mit der  Ruhrschleuse Raffelberg und dem Wasserkraftwerk Raffelberg. Das lange in Bereitschaft stehende Rückpumpwerk, das in Trockenzeiten gegebenenfalls Wasser zurückpumpen sollte, wird seit 2016 offiziell nicht mehr vorgehalten. 

## Biologische Durchlässigkeit
Um die biologische Durchlässigkeit der Ruhr zu sichern, wurde eine Fischaufstiegsanlage von 2000 bis 2001 errichtet. Im Auftrag der Wasser- und Schifffahrtsverwaltung wurde 2006 am Kanal ein Fischaufstieg gebaut, der den heutigen biologischen und ökologischen Erkenntnissen genügte.